# Темуани
Темуани (малай. Suku Temuan) — один із 18 корінних народів Півострівної Малайзії, відомих під назвою оранг-аслі (малай. Orang Asli). Уряд країни офіційно поділяє оранг-аслі на 3 етнічні категорії: негритоси (семанги) — близько 3 %, сеної — приблизно 54 % та протомалайці — 43 %. Темуани належать до третьої з цих груп.
Загальна чисельність оранг-аслі в 2010 році становила 178 тис. осіб, це лише близько 0,76 % загального населення Півострівної Малайзії, де переважають три основні етнічні групи: малайці, китайці та індійці.
Темуани — порівняно велике плем'я, серед оранг-аслі вони поступаються за чисельністю лише семаям та джакунам.
Зовні темуани, як і решта протомалайців, практично не відрізняються від власне малайців. Вони мають пряме волосся та світло-коричневий колір шкіри, але серед темуанів виявляються сильні індивідуальні варіації. Їх середній зріст становить приблизно 153 см для чоловіків і 142 см для жінок. Близькою є й культура малайців та протомалайців.

## Розселення, демографія
Темуанів можна зустріти практично в кожному штаті Півострівної Малайзії, але більшість їх і досі живе в сільській місцевості та приміських селах Селангору, Негері-Сембілану, а також Паганґу і Малакки. Зазвичай це суто темуанські села. Традиційно темуани були лісовими жителями. Проте, реалізуючи програми економічного розвитку, уряд здійснює переселення окремих громад оранг-аслі в нові села, часто розташовані в приміській зоні. У міських районах темуани живуть мішано з іншими етнічними групами.
Наявні дані стосовно динаміки чисельності народу є такими:
| Рік         | 1960  | 1965  | 1969  | 1974  | 1980  | 1996   | 2000   | 2003   | 2008   |
| Чисельність | 5 241 | 7 221 | 8 631 | 8 698 | 9 449 | 16 020 | 18 560 | 22 162 | 22 700 |

Розподіл популяції темуанів за штатами (1996 рік, перепис JHEOA):
| Штат            | Темуани | Всього оранг-аслі | Доля темуанів |
| --------------- | ------- | ----------------- | ------------- |
| Селангор        | 7 107   | 10 472            | 67,9 %        |
| Негері-Сембілан | 4 691   | 6 188             | 75,8 %        |
| Паханг          | 2 741   | 33 741            | 8,1 %         |
| Малакка         | 818     | 831               | 98,4 %        |
| Джохор          | 663     | 7 379             | 9,0 %         |
| Разом           | 16 020  | 92 529            | 18,0 %        |

Незважаючи на зусилля уряду з модернізації життя корінного населення, оранг-аслі все ще є маргіналізованим прошарком населення країни. Рівень грамотності серед корінних жителів в 1991 році становив 43 %, у порівнянні із загальнонаціональним показником на той час у 86 %. Середня тривалість життя оранг-аслі становила 53 роки, а рівень бідності 76,9 %, причому 35,2 % вважаються дуже бідними («hardcore poor»).

## Мова
Темуани говорять малайською, а також власною темуанською мовами.
Темуанська мова належить до малайської групи малайсько-полінезійських мов і є дуже близькою до власне малайської, часто вона розглядається як один із малайських діалектів. Цікаво, що темуанська мова стоїть ближче до стандартної малайської, ніж розмовна мова малайців Негері-Сембілану, які живуть поруч із темуанами; остання є діалектом мови мінангкабау.
Власної писемності темуанська мова не має. Державне радіо Малайзії на каналі Asyik FM щоденно транслює передачі темуанською мовою. Мова освіти у темуанів — малайська.

## Історія
Назва temuan походить від temu, що означає перехрестя, зустріч або зближення, плато, де зустрічаються між собою гори. Можливо, це вказує на те, що темуани є синтетичною групою, що склалася в результаті злиття декількох корінних племен із суматранськими та яванськими мігрантами.
Уважають, що протомалайці прибули на Малайський півострів морським шляхом приблизно в 2000 р. до Р. Х. Вже у V ст. після Р. Х. оранг-аслі були постачальниками лісової продукції для міжнародних торговельних мереж.
Популярна історія темуанів з багатьма варіаціями говорить про двох братів, які брали участь у збиранні земних племен у «часи благодаті, коли люди розуміли мову тварин». По дорозі додому шторм розбив і перекинув їхнє судно. Абанг (старший брат) встиг схопити свою духову рушницю, перш ніж судно затонуло в бурхливих хвилях, і виплив на берег. Адик (молодший брат) встиг зберегти лише священний сувій, але цього виявилось достатньо, щоб отримати перевагу над Абангом. Абанг залишився мисливцем-збирачем, а Адик, завдяки отриманим знанням, зміг створити інституціональну релігію та записати закони, за якими мали жити люди.
В XI ст. територія Малайського півострова потрапила під владу малайського царства Шривіджая з центром у Палембанзі (південна Суматра). Після поразки Шривіджаї від яванського Маджапагіту в XIII ст. останній перебрав на себе владу над півостровом. Наприкінці XIV ст. малайці, що прийшли із Суматри, заснували на узбережжі торгові поселення. Серед них була і Малакка, яка невдовзі стала провідною державою в регіоні. Після захоплення Малакки португальцями, малайські правителі перебралися до Джохору. Ключовим моментом в історії півострова стало прийняття султаном Малакки ісламу на початку XV ст., з цього часу оранг-аслі стали розглядатися як «невірні».
На момент появи малайців громади темуанів жили на території сучасного штату Негері-Сембілан та сусідніх із ним районів. Основу їх господарської діяльності становило культивування зрошуваного рису. Місцеві селяни використовували розвинені методи іригації полів. Землі належали місцевим громадам, які очолювали батини. На той час темуани вже мали свої політичні структури чи протодержавні утворення. Малайці називали корінних жителів джакунами, бідуанда, мантера, букітами або сакаями.
Малайське населення поступово поширювалось у внутрішні райони. В Негері-Сембілані ці мігранти складалися переважно з вихідців із Західної Суматри, етнічних мінангкабау. Колонізуючи нові землі, вони вкладали угоди з місцевими батинами. Завдяки мішаним шлюбам мінангкабау отримали право успадковувати владу. На території Негері-Сембілану постають мінангкабавські князівства, правлячі династії яких виводили своє коріння від місцевих батинів. Давня історія області збереглася в усних переказах, які передавались з покоління в покоління. Жителі Негері-Сембілану пам'ятають, що спочатку вони підпорядковувалися правителям Маджапагіту, згодом — султану Малакки, а тоді його наступникові — султану Джохору.
Відбувалась активна інтеграція мігрантів-мінангкабау та місцевих джакунів (бідуанда, темуанів) в єдину етнічну групу, відому зараз як малайці Негері-Сембілану. Приймаючи іслам, темуани ставали малайцями. Але не всі корінні жителі прийняли нову релігію. Групи, що вирішили залишитися язичниками, змушені були відійти в лісисті гірські райони й змінити свій спосіб життя. Вони стали жити за рахунок полювання і збиранням лісових продуктів, займалися перелоговим землеробством. Ці групи корінних жителів перетворилися на меншість, яка відкидала асиміляцію.
У британський колоніальний період мусульмани бідуанда вже вважалися малайцями, а лісові групи темуанів стали зараховуватись до числа аборигенів (застаріла офіційна назва оранг-аслі). Аборигени були визначені як примітивні люди, які вимагають патерналістської опіки. На оранг-аслі звернули увагу лише в часи громадянської війни в Малаї (1948—1960), коли виявилось, що більшість їх підтримує повстанців-комуністів, переважно етнічних китайців. Китайці мали тісні контакти з аборигенами, зокрема, серед темуанів було багато людей мішаної китайсько-темуанської крові. Щоб вивести оранг-аслі з-під впливу комуністів, уряд удався до переселення корінних громад на контрольовані ним території. Результатом цієї насильницької акції була загибель близько третини переміщених осіб через антисанітарні умови проживання та психологічний стрес. Усвідомивши свої помилки, уряд змінив тактику. Оранг-аслі були поставлені під тотальний контроль, їх селища перетворені на форти під охороною солдатів, які водночас були забезпечені магазинами та медичними закладами. Було створено спеціальний Департамент у справах аборигенів (англ. Department of Aboriginal Affairs), який мав опікуватись громадами корінного населення. З числа аборигенів були сформовані напіввійськові загони Сеной-Праак (малай. Senoi Praaq) для боротьби з комуністами. До їх складу входили й темуани.
Після проголошення незалежності Малайзії та закінчення громадянської війни Департамент у справах аборигенів був перейменований на Департамент оранг-аслі (малай. Jabatan Orang Asli, JOA, тепер Департамент розвитку оранг-аслі, малай. Jabatan Kemajuan Orang Asli, JAKOA). Він уповноважений вирішувати всі питання в громадах оранг-аслі, позбавляючи їх всякої автономії.
Швидкий економічний розвиток Малайзії, що розпочався в 1970-ті роки, вимагав земельних і природних ресурсів. Держава, часто за участі JHEOA, все частіше стала посягати на землі оранг-аслі, часто ігноруючи їхні права, далеко не завжди законодавчо оформлені. Вторгнення в райони проживання оранг-аслі приватних осіб, а також корпорацій і держави почастішали із середини 1980-х років, і набрали широких масштабів у 1990-ті роки. Ці процеси найбільше зачепили темуанів, чиї традиційні землі розташовані в самому центрі Півострівної Малайзії, поруч із столицею країни. Громади, що опинялися в зоні реалізації проектів розвитку, переселяли в інші райони. Деякі села, як наприклад Букіт-Ланджан, переселяли по декілька разів. На нових місцях держава забезпечувала корінних жителів житлом, земельними ділянками, базовою інфраструктурою, вони отримували у колективну власність плантації, їм виплачували компенсації за втрату традиційних земель. Нерідко траплялися конфліктні ситуації. Часом громади темуанів вдаються до судових позовів через порушення їх прав. Так у 2002 році Верховний суд зобов'язав уряд штату Селангор виплатити компенсацію громаді темуанів із села Букіт-Тампой через втрату ними звичаєвих земель, яка відійшла під будівництво автомагістралі.

## Господарство
Основні заняття темуанів — землеробство й лісові промисли. Основною продовольчою культурою є рис. Вирощують три сорти вологого рису (масурі, пулут і малінджа), весь урожай використовується для власного споживання. Багато сімей не отримують достатньо рису зі своїх полів, тому додатково купують його в магазині. Вирощують також каучук та інші товарні культури. Більшість оранг-аслі на колективній основі володіє плантаціями каучуку, пальмової олії або какао. Реалізація каучуку забезпечує більшу частину грошових доходів цих людей. Продають також деякі лісові продукти (дуріан, петай, ротанг, бамбук), які збирають у джунглях. Крім рису, купують тютюн, одяг та предмети розкоші.
Основний господарський комплекс темуанів є подібним до малайського. Певною мірою ці сусідні громади є конкурентами, і це є причиною неприязні, що існує між ними. У минулому між ними виникали бійки та акти насильства. Незважаючи на таку ситуацію, темуани ведуть торгівлю з малайцями.
Крім основного господарства, темуани тримають садки та присадибні ділянки, де вирощують різноманітні овочі та тропічні фрукти. Темуанські села зазвичай розташовані поблизу лісу. Збирання лісових продуктів приносить темуанам грошові вигоди, а також є додатковим джерелом харчування. Крім дикорослих фруктів, збирають лікарські рослини, а також деревину для будівництва. Також полюють у лісі диких свиней, оленів, мавп, варанів, їжатців та інших тварин і птахів. Ловлять рибу в навколишніх річках.
Частина темуанів, переважно молодь, наймається на роботу в сусідніх містах. У селі Деса-Темуан, розташованому на околицях міста Петалінг-Джая, жителі здають своє житло в оренду іноземним робочим. Є серед оранг-аслі й освічені люди, які працюють зокрема й у державному апараті, але більшість їх все ще тримається споконвічного способу мислення та способу життя.

## Суспільство
Темуани живуть автономними сільськими громадами, що складаються з нуклеарних сімей і налічують від 50 до 500 осіб.

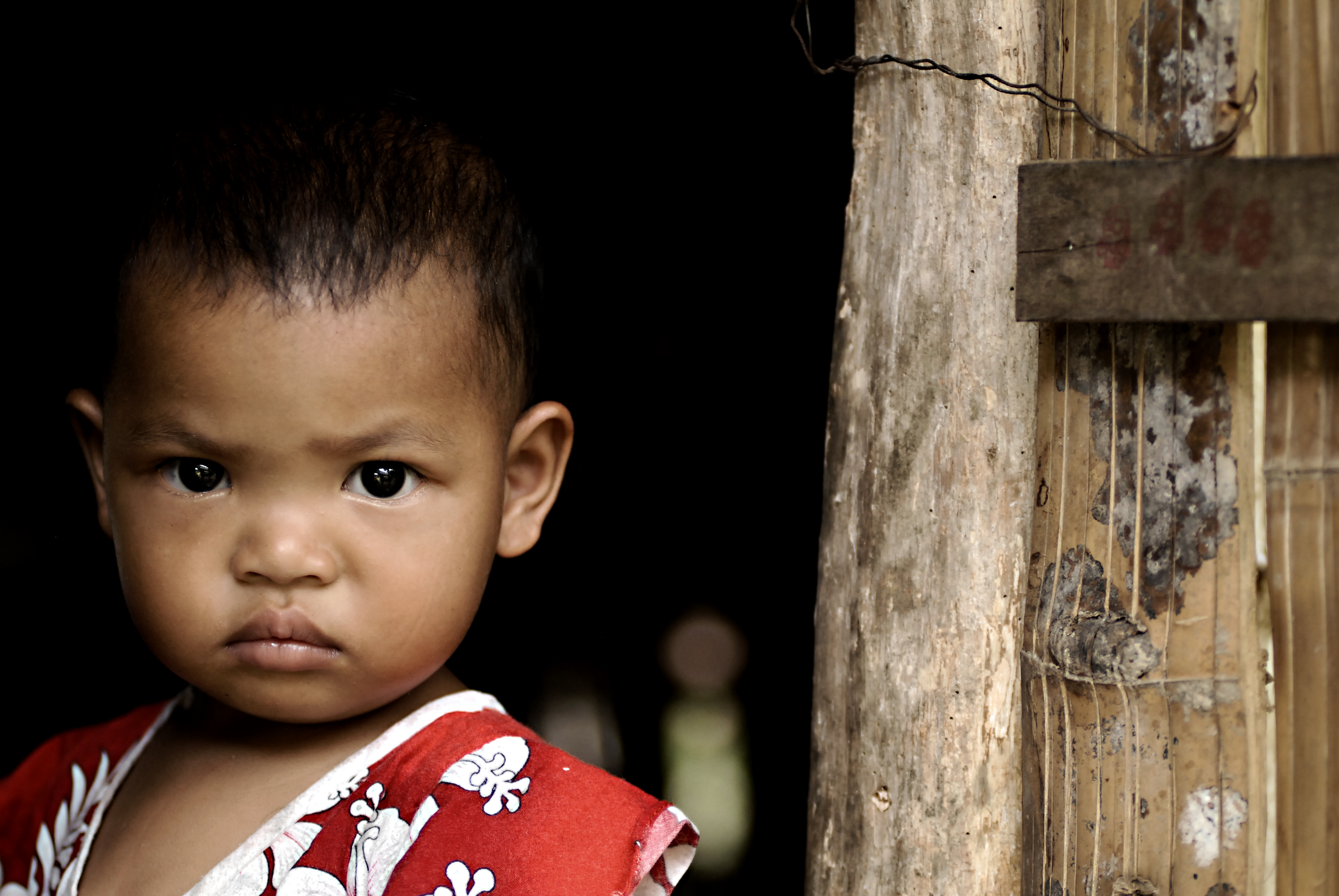
Темуанська дитина.

Темуанські громади мають складну систему ієрархії. Очолює їх батин, найшанованіша в громаді людина, сильна особистість з широкими знаннями та досвідом, чесна й справедлива. Він є найвищим радником, останньою судовою інстанцією. Батину приписують також магічну силу, люди йдуть до нього не лише за порадою, а й за магічними ліками проти незначних захворювань. Селяни мають віддавати батину невелику частину свого урожаю рису, а також великої впольованої дичини. Посаду батина зазвичай успадковує його старший син, але якщо той не має рис лідера, може бути вибраний хтось інший.
Допомагають батину в урядуванні його перший заступник пемангку (його обов'язком є розподіл дичини, здобутої на полюванні), другий заступник дженанг і його помічник джекара; двоє останніх організовують та контролюють колективні роботи. Пенгулу-балай займається організацію спільних свят і урочистостей. Також у темуанських громадах є по декілька пангліма, в минулому воєначальників, які очолювали групи воїнів для захисту певної ділянки села.
Основною соціальною одиницею суспільства темуанів є нуклеарна сім'я. Зазвичай більшість сімей в одному селі поєднані між собою родинними і афінальними (поєднаними через шлюб) зв'язками. Хати близьких родичів стоять поруч. Нуклеарна сім'я також є основною економічною одиницею у суспільстві темуанів. Кожна сім'я володіє власною плантацією каучуку, рисовим полем та фруктовим садом. Діти в усьому допомагають батькам.
Відлік спорідненості ведеться як за батьківською, так і за материнською лініями. Полігамія не заборонена, але трапляється дуже рідко. Шлюб у темуанів переважно екзогенний, розширити межі пошуку своєї пари допомагає ментері, тісний зв'язок між декількома селами, що є звичайним явищем для темуанських громад. Хоча темуани живуть у тісному контакті з малайцями, китайцями та індійцями, мішані шлюби у них практично не зустрічаються.
Незважаючи на значні зміни в своєму житті, темуани продовжують дивитися на світ очима лісових жителів. Їм складно призвичаїтись до міського життя. І після переселення вони зберігають власну родову структуру, навіть у місті намагаються дотримуватись традиційного способу життя. Темуани мають неоднозначне сприйняття соціально-культурних та економічних змін, що відбуваються. Хоча в цілому люди задоволені сучасними умовами життя, вони також відчувають невдоволення через те, що втрачається їхня традиційна культура.
Молоде покоління воліє жити сучасним життям, хоче розважатись і отримувати задоволення. Барвисте життя, яке воно бачать навколо, є постійною спокусою. Багато молодих оранг-аслі, серед них і темуанів, приваблює культура бонгенг, коли з нагоди шлюбу молодь всю ніч гуляє під сучасну музику, пропонується багато безкоштовної їжі.
Програма переселення прискорила процес модернізації темуанів у плані використання електроенергії, громадського транспорту, сучасного медичного обслуговування, але в той же час у нових умовах темуани стають маргіналізованим прошарком суспільства. Через брак кваліфікації вони стикаються з труднощами з отриманням хорошої та стабільної роботи. Гроші не тримаються в них у руках, вони миттєво витрачають їх. Серйозною проблемою став алкоголізм, а нестача грошей провокує людей до крадіжок.

## Вірування
Більшість темуанів (64,2 %) дотримується традиційних вірувань, 30 % мусульмани, 5,8 % християни. Традиційна релігія (адат-пепаті) є частиною їхньої культури.
Темуани вірять в існування вищого бога, якого вони називають Туаном (Tuhan). Ці люди вважають, що Туан послав їх на землю опікунами тропічного лісу. Якщо вони не зможуть виконати цей свій священний обов'язок, весь світ перевернеться, а людство загине.
Темуани також уважають, що весь світ населений примарами та духами ганту і джин. Кожна з цих надприродних істот має свою власну домівку й наділена певними якостями. У кожній річці, пагорбі, струмку, камені, дереві, чагарнику живе свій дух-охоронець. Річки охороняються драконами (наґа) і зміями (улар), які часто насилають шкоду, якщо їх домівку споганити. Тому темуани з великою пошаною ставляться до всіх цих об'єктів. Найшанованішим серед них є сакральна для темуанів гора Ґунунг-Раджа («Гора Правителя»), розташована на кордоні штатів Селангор і Паханг. Старовинна темуанська легенда стверджує, що саме на цій горі їхні предки сховалися під час Великого Потопу, яка винищила решту людства.

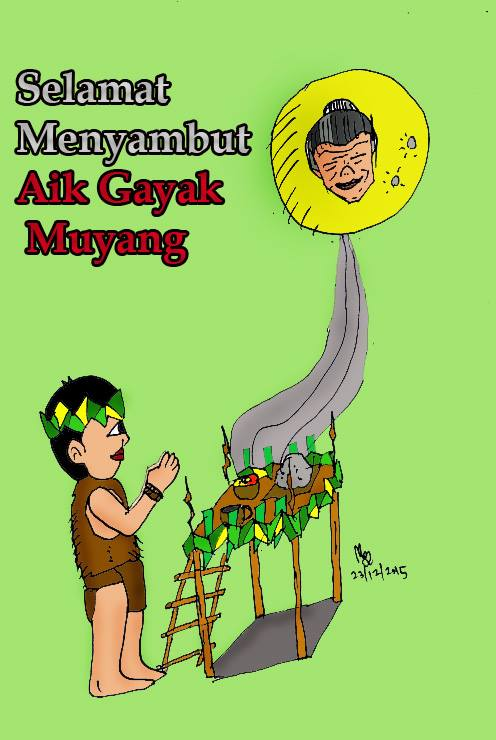
Малюнок до темуанського дня предків.

Хвороби та стихійні лиха, на думку темуанів, викликані діяльністю злих духів. Щоб вилікувати захворювання, люди звертаються до знахаря (дукун) або шамана (бомо). Народний цілитель дає хворому ліки на основі трав, а також у стані трансу виконує спеціальні обряди, щоб скасувати наслідки діяльності духів. Темуани розрізняють своїх шаманів за силою. Традиційні цілителі надають послуги також і стороннім людям, але за гроші.
З привидами та демонами у темуанів також пов'язані різноманітні табу. Злий птах-демон лойок прилітає надвечір і викликає хвороби та смерть, тому люди в цей час мають лишатися вдома й не виходити надвір. Інший птах келонг-куат є посланцем з царства мертвих; коли люди чують його крик, вони знають, що хтось помер. Темуани не можуть вбити людину, інакше її привид переслідуватиме вбивцю. Щовечора темуани запалюють вогонь на подвір'ї, щоб відігнати злих духів та привидів; вони продовжують дотримуватись цього правила навіть у місті. Під час обіду або вечері люди кидають злим духам трохи їжі у відкриті двері або вікна, щоб ті не приєдналися до їхнього столу. Через загрозу з боку духів та примар також надвечір потрібно спалити всю куповану або принесену із-зовні їжу.
Щороку під керівництвом шамана темуани проводять свято савай — давній ритуал зцілення землі, коли віддають шану предкам і намагаються заспокоїти духів-охоронців.
Найбільшим святом в темуанських громадах є Айї-гаяк-муянг — «день предків». Воно відбувається наприкінці грудня — на початку січня, по закінченні жнив і збирання фруктів. Кожне село має свою дату проведення свята. Люди збираються на бенкет, висловлюють подяку Богові та предкам за їх доброту, за те, що вони дають людям мирне життя, урожай і благополуччя.
У 1970-ті роки в Малайзії почала проводитись політика навернення оранг-аслі на іслам. Спочатку млява, вона активізувалася в 1980-ті роки, а в 1990-ті в рамках програми ісламізації (даква, малай. Dakwah) в громадах корінного населення стали діяти спеціально підготовлені мусульманські місіонери, в кожному селищі були відкриті молитовні зали (сурау, малай. Surau). В рамках програми даква реалізовувалась також політика «позитивної дискримінації» стосовно новонавернених мусульман із застосуванням матеріальних благ, пільг у галузі освіти та просування на державній службі. Метою цієї політики було сприяння асиміляції оранг-аслі до складу малайської громади. Проте результати даква не були вражаючими. Особливо слабкими вони виявилися в районах проживання темуанів. Відсоток мусульман серед оранг-аслі у 1997 році становив у штаті Селангор 11,1 %, у штаті Негері-Сембілан 9,2 %, у штаті Малакка 14,0 %; мусульман серед темуанів було 1928 осіб, у тому числі 976 осіб у штаті Сембілан, 592 особи в штаті Негері-Сембілан, 241 особа в штаті Паганг, 118 осіб у штаті Малакка та 1 особа в штаті Джохор.

## Житло
Традиційно темуани будували своє житло з матеріалів, які знаходили у сусідньому лісі. Тепер традиційних хат практично не залишилось. Навіть у віддалених селах житло будують із дерев'яного брусу та дощок з використанням цегли і вапна. Темуанське село дуже схоже з малайським, відрізнити його можна хіба-що за присутністю собак, яких малайці не тримають. Хати стоять на певній відстані одна від одної.
У Деса-Темуан є два типи житла — окремі хати для старшого покоління та багатоквартирні будинки для молодих сімей. Часто діти живуть разом із батьками, а свої квартири здають в оренду. Буває, що в оренду здають і окремі хати, тоді сім'я перебирається жити до своїх родичів у селі. У Деса-Темуан є 3 магазини, громадська зала, музей, сурау, дитячий садок, дитячий майданчик, футбольне поле, початкова школа та бібліотека. Більшість темуанських сіл, хоча й не всі, забезпечені електрикою та водопостачанням. Традиційно для купання, прання, туалету та їжі темуани використовували воду із сусідньої водойми; існували навіть трубопроводи з бамбука.
Темуани продовжують бачити світ очима лісової людини. Їм важко пристосуватися до гамірного міського життя. Їх гнітить бетонне житло, що сильно нагрівається протягом дня й залишається гарячим усю ніч. Їм комфортніше було в мирному й прохолодному середовищі старого села, там було повно зелених дерев, які захищали їх від сонячного світла. До того ж там вони почувалися вільними.

## Освіта
У традиційному сільському суспільстві діти не мали часу й потреби відвідувати школу. Основним життєвим навичкам, таким як полювання, посадка культурних рослин, риболовля, приготування їжі та іншим вони навчалися у представників старшого покоління. Це є причиною прохолодного ставлення темуанів до системи формальної освіти, хоча проживання на околицях міських центрів зробило доступними для них урядові школи, і в цьому плані вони знаходяться в набагато кращому становищі, ніж інші оранг-аслі. Більшість темуанських учнів припиняє навчання вже після початкової школи або після трьох років навчання в середній школі. Лише незначна частина темуанів продовжує навчання в коледжах та університетах.
Нестача освіти обмежує їх шанси в пошуках роботи.

## Традиційні знання
Протягом століть темуани сформували багату й різноманітну культуру. Але дуже мало чого з неї було задокументовано, традиційні знання усно передавались з покоління в покоління. Усна традиція почала втрачатися в часи Другої світової війни та громадянської війни, коли громади темуанів пережили вимушене переселення. Усна передача знань припинилася, і, коли темуани на початку 1960-х років повернулися в джунглі, значна частина їхньої традиції вже була втрачена. Процес продовжувався й надалі у зв'язку з реалізацією проектів розвитку та переселенням громад темуанів у міські райони. Старі традиції виявилися непотрібними для покоління, яке народилося й виросло в міському середовищі.
Навіть у Деса-Темуан місцеві жителі все ще зберігають темуанську мову, вони мають свій Комітет з питань розвитку та безпеки села (малай. Jawatankuasa Kemajuan dan Keselamatan Kampung, JKKK), громаду очолює традиційний лідер ток-батин, який у своїй діяльності дотримується норм традиційного права. Але традиційні церемонії, танці, кухня та навіть ігри — це вже справа минулого. Не багато хто тепер володіє традиційним ремеслом, але ці вироби можна побачити в місцевому музеї. Традиційна медицина також відходить у минуле, люди більше не звертаються до дукунів заради лікування, вони вважають за краще отримувати допомогу в закладах сучасної медицини — поліклініках та лікарнях. Традиційний Новий Рік Гарі-Моянг більше не святкують, тепер темуани зустрічають Новий Рік разом з іншими малайзійцями. Традиційні свята із масовим вживанням алкогольних напоїв та гучними танцями не вписуються в умови міського життя, порушуючи спокій сусідів.
Темуани добре відомі своїми знаннями в галузі використання природних лікарських засобів. Як сировина для ліків використовуються декілька десятків видів росли, а також гриби та деякі тварини. Темуани використовують їх для лікування багатьох видів захворювань, починаючи від ран та болі у суглобах до таких серйозних недуг, таких як переломи кісток, гіпертонія, діабет, лейкемія та пухлини, хронічні захворювання. Частину рослин люди збирають у лісі, частину вирощують на присадибних ділянках, серед них є й немісцеві рослини. Більшість ліків уводиться оральним шляхом, далі йде зовнішнє застосування. Найпоширенішими способами приготування засобів фітотерапії є відвар та порошок, отриманий перетиранням у ступі. Тепер сучасні ліки стали легко доступними для темуанів. Натомість переселення та деградація лісів ускладнюють збирання лікарських матеріалів у природі. Існує реальна загроза розмиванню та втраті унікальних знань народної медицини, адже молодь не виявляє інтересу до їх підтримання.